# Soomaa Nemzeti Park
A Soomaa Nemzeti Park (észtül: Soomaa rahvuspark) egy nemzeti park Észtország délnyugati részén. A Soomaa (jelentése „mocsárföld”) 390 km²-es területe védettséget élvez. A parkot 1993-ban hozták létre, de már 1989 óta IBA (Important Bird Area) minősítéssel rendelkezik, 1997 óta rámszari-terület, 2004 óta pedig Natura 2000 terület.

## A terület földrajza
A Közép-Észtországban található nemzeti parkot 1993-ban hozták létre, hogy megóvják a hatalmas mocsarakat, az ártéri gyepeket, a halott erdőket és a szabályozatlan folyókat. A terület nagy részét mocsarak borítják, amelyeket egymástól a Pärnu-medence folyói választanak el: a Navesti, a Halliste, a Raudna és a Lemmjõgi. A védett mocsarak közül a leginkább figyelemre méltó a Kuresoo meredek déli lejtője, amely Lemmejõgi felé 8 métert ereszkedik 100 m megtétele alatt. A nemzeti park keleti peremén fekszenek az észt szárazföld legmagasabb dűnéi, körülbelül 50 km-re a jelenlegi tengerparttól. A Balti-tenger elődje, az egykori Balti-jégtó (11 200–10 600 évvel ezelőtt) ezen képződményei, amelyek a korábbi vízszintet jelölik a valamikori part mentén, ma a Sakala-dombság északnyugati és nyugati szélein helyezkednek el, közülük is a Ruunaraipe-dűnék a legmagasabbak. Az északnyugatról délkeletre kanyargó dűnesor 1,2 km hosszú, amelynek maximális magassága 12 méter. 2009-ben a Soomaa Nemzeti Park, mint Európa legnagyobb érintetlen tőzegláp-rendszere, amelyet vadonként megőriztek, csatlakozott a PAN Parks hálózatához, mivel bizonyította kiválóságát a vadon védelme és a fenntartható turizmus fejlesztése terén. 

## Árvizek
Amikor hatalmas mennyiségű víz folyik le a Sakala-dombságról, Soomaa folyói nem képesek mindet levezetni. A víz emiatt kiönt az ártéri gyepekre és erdőkre, és elvágja a kapcsolatot a külvilággal. Néhány évben a tavaszi árvizek napi egy métert is emelkedhetnek 3-4 napig. A Riisa árterülete is így alakult ki; a legnagyobb kiöntés idején 175 km2-es kiterjedésével ez a legnagyobb rendszeresen elárasztott terület Észtországban és egész Észak-Európában. A maximális árvízszintnél a víz által borított terület akár 7–8 km széles lehet. Ilyenkor meredek lejtőjű, kiemelkedő mocsarak szigetekként állnak a vízben. Az áradást Soomaaban gyakran „ötödik évszaknak” hívják.

## Fordítás
- Ez a szócikk részben vagy egészben  a   Soomaa National Park című angol Wikipédia-szócikk ezen változatának fordításán alapul.  Az eredeti cikk szerkesztőit annak laptörténete sorolja fel. Ez a jelzés csupán a megfogalmazás eredetét és a szerzői jogokat jelzi, nem szolgál a cikkben szereplő információk forrásmegjelöléseként.